# Shiny+
「Shiny+」（シャイニープラス）は、寿美菜子の1枚目のシングル。2010年9月15日にミュージックレインから発売された。

## 概要
声優ユニット『スフィア』のメンバーでもある女性声優・寿美菜子のソロデビューシングル。通常盤と初回盤2種類の仕様で発売され、初回生産限定盤にはPVを収録したDVDが付属されている。2011年1月1日に発売されたライブ・ビデオ『〜Sphere's rings live tour 2010〜』に、本作が収録されている。表題曲の「Shiny+」は”強い心を持ちたい”をキーワードに作られた曲、カップリングの「ライラック」は友達との関係について寿本人が自分なりの詩にしてみたことから作られた曲、3曲目の「始まりの場所」は”神戸”をテーマにした曲になっている。ちなみに歌詞中にある「あずき色した電車」とは阪急電車のことである。

## 収録曲
1. Shiny+ [4:29]
作詞：古屋真、作曲：渡辺和紀、編曲：オオヤギヒロオ
2. ライラック [4:34]
作詞：古屋真、作曲・編曲：渡辺未来
3. 始まりの場所 [4:45]
作詞：松田綾子、作曲・編曲：渡辺未来
4. Shiny+ （Instrumental）

DVD（初回限定盤のみ）
1. Shiny+ （Music Clip）

## 収録作品

### アルバム
| 発売日        | アルバムタイトル | 備考                      |
| Shiny+        | Shiny+           | Shiny+                    |
| ------------- | ---------------- | ------------------------- |
| 2012年9月12日 | My stride        | 1作目のオリジナルアルバム |
| ライラック    |                  |                           |
| 2012年9月12日 | My stride        | 1作目のオリジナルアルバム |

### Blu-ray Disc / DVD
| 発売日        | BD/DVD タイトル                                  | 備考                          |
| Shiny+        | Shiny+                                           | Shiny+                        |
| ------------- | ------------------------------------------------ | ----------------------------- |
| 2011年8月31日 | スフィア LIVE 2010 sphere ON LOVE, ON 日本武道館 | スフィア2作目のライブBD/DVD。 |
| ライラック    |                                                  |                               |
| 2011年1月1日  | 〜Sphere's rings live tour 2010〜                | スフィア1作目のライブBD/DVD。 |